# 유선 (자고)
유선(劉宣, ? ~ 37년) 또는 유총(劉寵)은 전한 말기 ~ 후한 초기의 인물로, 자는 자고(子高)이며 남양군 안중현(安衆縣) 사람이다. 전한 장사정왕의 후손으로, 사촌형 안중후 유숭은 전한 때 왕망에 대항하여 거병하였다가 목숨을 잃었다.

## 생애
신나라가 건국되자, 탁무·공휴·채훈·공승·포선과 함께 뜻을 같이하여 벼슬하지 않았고, 유선은 이름을 바꾸고는 경서를 품고 은둔하였다. 후한 건무 초기에 다시 세상에 나와, 유숭의 안중후 작위를 이어받았다.
건무 13년(37년), 아들 유송이 작위를 이었다.

## 출전
- 반고, 《한서》 권15하 왕자후표 下
- 범엽, 《후한서》 권25 탁노위유얼전